# Atherimorpha triangularis
Atherimorpha triangularis är en tvåvingeart som beskrevs av Malloch 1932. Atherimorpha triangularis ingår i släktet Atherimorpha och familjen snäppflugor. Inga underarter finns listade i Catalogue of Life.